# Dème d'Achéron
Pour les articles homonymes, voir Achéron (homonymie).
Le dème d'Achéron, en grec moderne : Δήμος Αχέροντα / Dímos Achéronda, est un ancien dème du district régional de Thesprotie, en Épire, Grèce. En 2010, il est fusionné au sein du dème de Soúli.
Selon le recensement de 2011, la population du dème compte 2 146 habitants.
Le nom de l'ancien dème fait référence à l'Achéron, un fleuve côtier mentionné depuis l'Antiquité.